# Genthod
Genthod (toponimo francese) è un comune svizzero di 2 779 abitanti del Canton Ginevra.

## Geografia fisica
Genthod è affacciato sul Lago di Ginevra.

## Monumenti e luoghi d'interesse

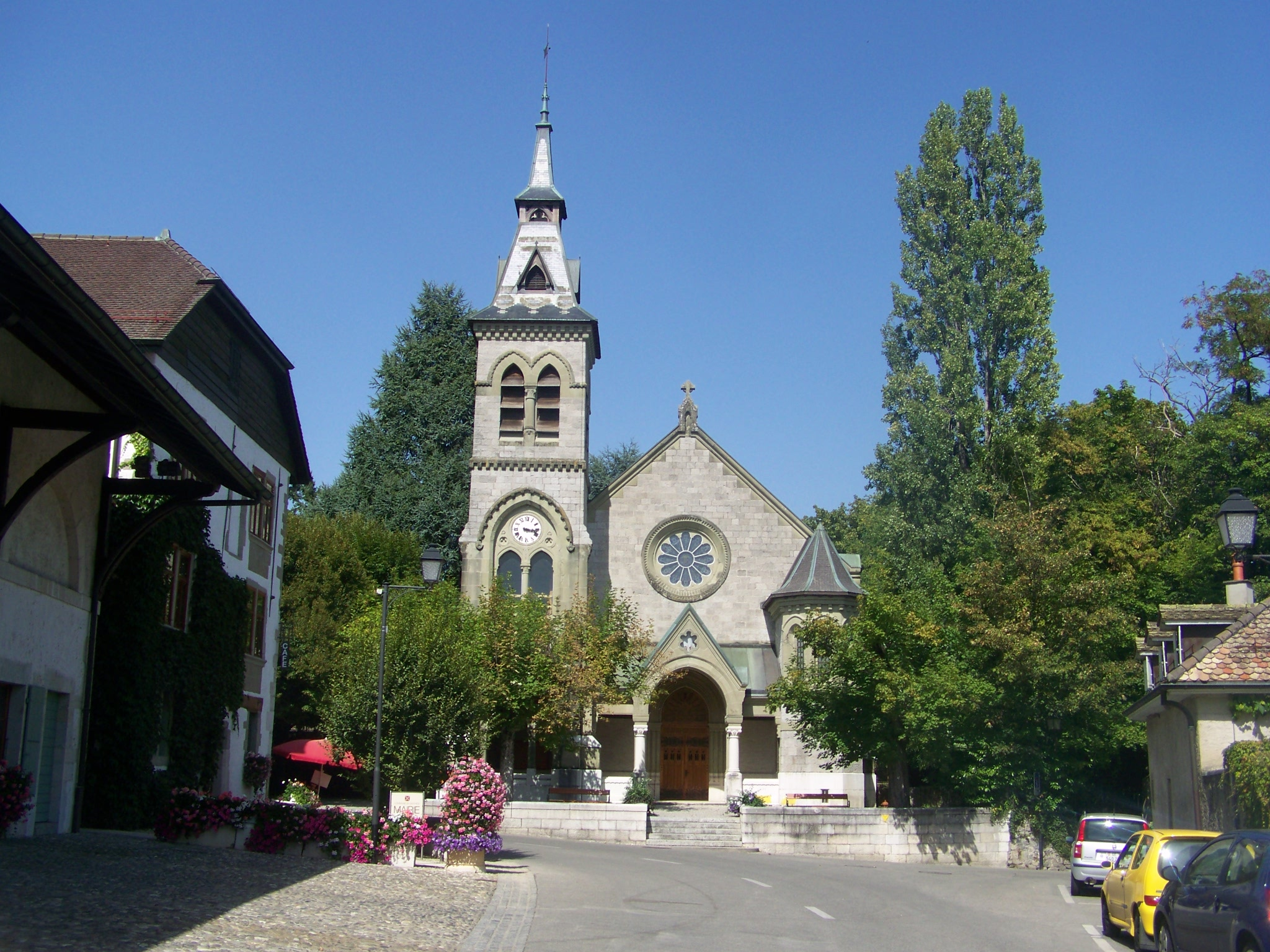
La chiesa riformata

- Chiesa riformata, eretta nel 1869[1].

## Società

### Evoluzione demografica
L'evoluzione demografica è riportata nella seguente tabella:
Abitanti censiti

## Economia
È sede di diverse e prestigiose maison orologiere svizzere che qui hanno stabilimenti e centri ricerche che insieme a Plan-les-Ouates e Meyrin costituiscono una watchland, terra di orologi.

## Infrastrutture e trasporti

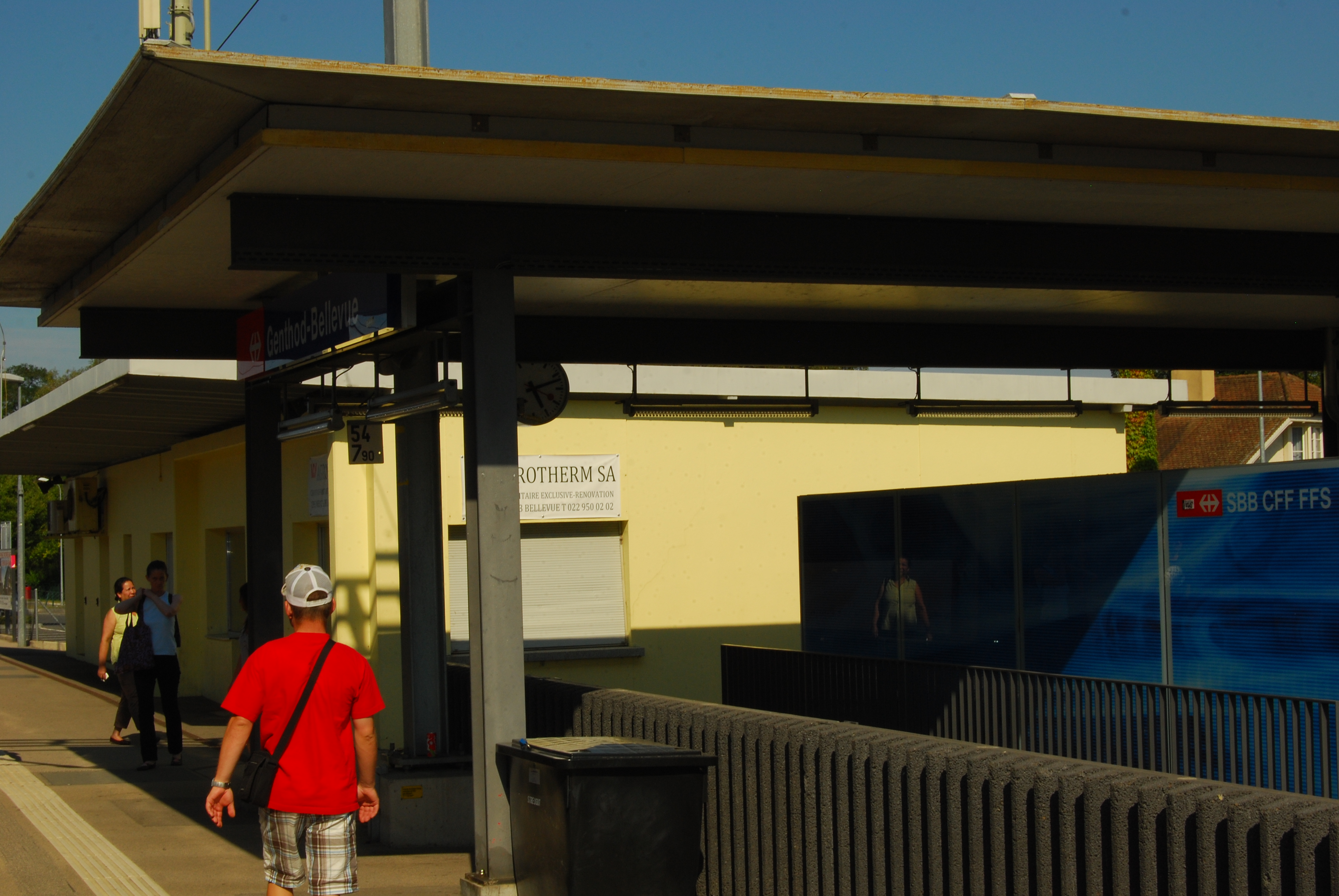
La stazione di Genthod-Bellevue

Genthod è servito dalle stazioni di Creux-de-Genthod e di Genthod-Bellevue sulla ferrovia Losanna-Ginevra.

## Amministrazione
Ogni famiglia originaria del luogo fa parte del comune patriziale che ha la responsabilità della manutenzione di ogni bene comune.